# Planells del Soldat
Els Planells del Soldat són uns petits plans de muntanya del terme municipal de Tremp, dins de l'antic terme ribagorçà de Sapeira, al Pallars Jussà.
Estan situats al sud-oest de la Casa del Soldat, al vessant nord-occidental del Serrat del Camp, a l'esquerra de la capçalera del barranc de la Portella.